# Jeff Waters
Jeff Waters, född 13 februari 1966 i Ottawa, Ontario, Kanada, är gitarrist och drivkraft i det kanadensiska thrash metal-bandet Annihilator. Han grundade Annihilator 1984, men bandet släppte inte sitt debutalbum, Alice In Hell, förrän 1989.
Waters far var militär och hans mor var lärare. Hans familj bodde i Ottawa och Camp Borden i Ontario samt i London i England. Han tog lektioner i klassisk gitarr och jazzgitarr i unga år.

## Diskografi (urval)
Studioalbum med Annihilator
- 1989 – Alice in Hell
- 1990 – Never, Neverland
- 1993 – Set the World on Fire
- 1995 – King of the Kill
- 1996 – Refresh the Demon
- 1997 – Remains
- 2000 – Criteria for a Black Widow
- 2001 – Carnival Diablos
- 2003 – Waking the Fury
- 2004 – All for You
- 2005 – Schizo Deluxe
- 2007 – Metal
- 2010 – Annihilator
- 2013 – Feast
- 2015 – Suicide Society

- 2017 - Triple Threat

- 2017 - For The Demented

- 2020 - Ballistic, Sadistic

Livealbum med Annihilator
- 2002 – In Command
- 2003 – Double Live Annihilator
- 2009 – Live at Masters of Rock